# قليب بن غنيم
قليب بن غنيم أو قليب غنيم، هي هجرة تابعة لمدينة عرعر في منطقة الحدود الشمالية، وهي من أغلب الهجر قدما وما زالت على تأسيسها من ذلك الزمن و هي ديرة شيوخ قبيلة الجميل من بني غانم من بني هلال واميرها الشيخ فلاح بن شرشاب الغنيم حفظة الله .